# Euríanax
Euríanax o Eurianacte (en grec antic: Εὐρυάναξ) fou un príncep espartà de la casa reial dels agíades. Era fill de Dorieu d'Esparta.
El seu pare va deixar Esparta quan el seu germanastre Cleòmenes I va assumir el tron, atès que esperava heretar-lo ell mateix i no podia suportar que Cleòmenes governés. Va renunciar a fer reclamacions sobre el govern i va ser nomenat Cleòmenes, que l'any 490 aC va morir sense descendència masculina. Va pujar al tron Leònides I, el germà petit de Dorieu, que ja havia mort, i no Euríanax, que era el fill del germà gran.
L'any 480 aC, Leònides va morir en la Batalla de les Termòpiles lluitant contra els perses, i el seu fill Plistarc el va succeir. Com que encara era un infant, va assumir la regència el general Pausànies, que el 479 aC va dirigir la batalla de Platea, i el segon en el comandament era Euríanax. Els grecs van guanyar la batalla i van aturar l'avenç de l'exèrcit persa.